# Live in Punkow
Live in Punkow è un album dal vivo del gruppo musicale italiano CCCP - Fedeli alla linea, pubblicato nel 1996. L'album contiene una raccolta di materiale registrato dal vivo a concerti tenuti dal gruppo nel decennio precedente.

## Descrizione
(Giovanni Lindo Ferretti)
Il titolo del disco è un gioco di parole tra punk, genere musicale, e Pankow, quartiere berlinese, capitale della DDR e come tale citato nella prima traccia. Il disco vuole restituire lo spirito delle esibizioni live del gruppo e l'atmosfera di un'epoca (gli anni ottanta) ormai terminata.
Nell'introduzione a Militanz Giovanni Lindo Ferretti canta a cappella alcune terzine del Dies irae, precisamente l'ottava, la diciottesima e la diciannovesima. Profezia della sibilla, introdotta da Annarella Giudici, riprende in chiave ironica il jingle del mobilificio Aiazzone, negli anni ottanta un vero tormentone sulle neonate televisioni private. 
La traccia La Madonna appare, che non è una canzone, consiste semplicemente nella battuta finale di Allerghia, spettacolo teatrale dei CCCP - Fedeli alla linea. Anche le tracce Spot e Radio Popolare non sono canzoni. Alla fine del disco è inoltre presente una traccia nascosta in cui è possibile ascoltare alcune registrazioni artigianali del gruppo risalenti al 1982 (antecedenti quindi all'uscita dei primi EP). Si tratta di Tube disasters e Spara Jurij, registrati dal vivo nel 1982.
Pubblicato originalmente in CD, dalla Virgin nel 1996, l'album è stato ristampato in LP dalla Universal nel 2016.

## Tracce
CD 1996
1. Live in Pankow
2. Spot
3. CCCP
4. Dies irae
5. Militanz
6. Sono come tu mi vuoi
7. Profezia della Sibilla
8. Curami
9. Radio Popolare
10. B.B.B.
11. Spara Jurij
12. Trafitto
13. Stati di agitazione
14. U.N.
15. Io sto bene
16. Manifesto
17. Tien An Men
18. La Madonna appare
19. Maciste all'inferno
20. Tube Disasters (live '82) (ghost track)
21. Spara Jurij (live '82) (ghost track)

LP 2016
1. Live in Pankow
2. Spot
3. CCCP
4. Militanz
5. Sono come tu mi vuoi
6. Profezia della Sibilla
7. Curami
8. Radio Popolare
9. B.B.B.
10. Spara Jurij
11. Trafitto
12. Stati di agitazione
13. U.N.
14. Io sto bene
15. Manifesto
16. Tien An Men
17. La Madonna appare
18. Maciste all'inferno

## Formazione
- Giovanni Lindo Ferretti - voce[4]
- Massimo Zamboni - chitarre[4]
- Annarella Giudici - voce[4]
- Danilo Fatur - voce[4]
- Silvia Bonvicini - voce[4]
- Carlo Chiapparini - chitarra[4]
- Zeo Giudici -  batteria[4]
- Umberto Negri - basso, batteria elettronica[4]
- Ignazio Orlando - basso[4]